# هدایت سطحی

هدایت سطحی یکی از انواع هدایت مواد الکترولیت در نزدیکی سطوح باردار است. در نزدیکی لایه باردار روی سطح، لایه ای از یونهای با بار مخالف وجود دارد. این لایه یونی با غلظت بالا در واقع بخشی از یک لایهٔ دوگان ای است ک در نزدیکی سطح باردار ایجاد شده‌است. غلظت یونهای موجود در این لایه با فاصله گرفتن از سطح کمتر می‌شود و در واقع تابعی از میزان هدایت سطحی است.
Smoluchowski برای اولین بار به اهمیت سطح هدایت در آغاز قرن بیستم به اهمیت هدایت سطحی پی برد.
یک شرح مفصل از رسانایی سطح توسط Lyklema در کتاب «اصول رابط کاربری و کلوئیدی علم» آورده شده‌است.
دو دوگانه (DL) به دو منطقه تقسیم می‌شود. با توجه به مدل گوی-Chapman-استرن Ref.2. سطح فوقانی است که در تماس با بالک مایع است، لایه نفوذ و لایه داخلی که در تماس با سطح است، لایه استرن نامیده می‌شود.
ممکن است که حرکت جانبی یون‌ها در هر دو بخش از DL منجر به سطح هدایت شود.
سهم لایه استرن در این نوع هدایت اغلب، کم‌تر به خوبی شرح داد شده‌است؛ و به نام «دایت سطحی اضافی» شناخته می‌شود.
نظریه هدایت سطح لایه نفوذ توسط Bikerman توسعه یافت. او یک معادله ساده را استخراج کرد در آن سطحی هدایت κσ با رفتار یون در لایه دوگانه مرتبط می‌کند. برای الکترولیت متقارن و با فرض یکسان بودن ضرایب انتشار یونها(D+=D−=D) این معادله به صورت زیر خواهد بود:
{\displaystyle }
F است که ثابت فارادی
T درجه حرارت مطلق
R ثابت گاز
C غلظت یونی در بالک مایع
z یون valency
ζ است electrokinetic potential
پارامتر m مشخصه سهم الکترو اسمز در حرکت یونها در DL را مشخص می‌کند:
{\displaystyle }